# Mettameditatie

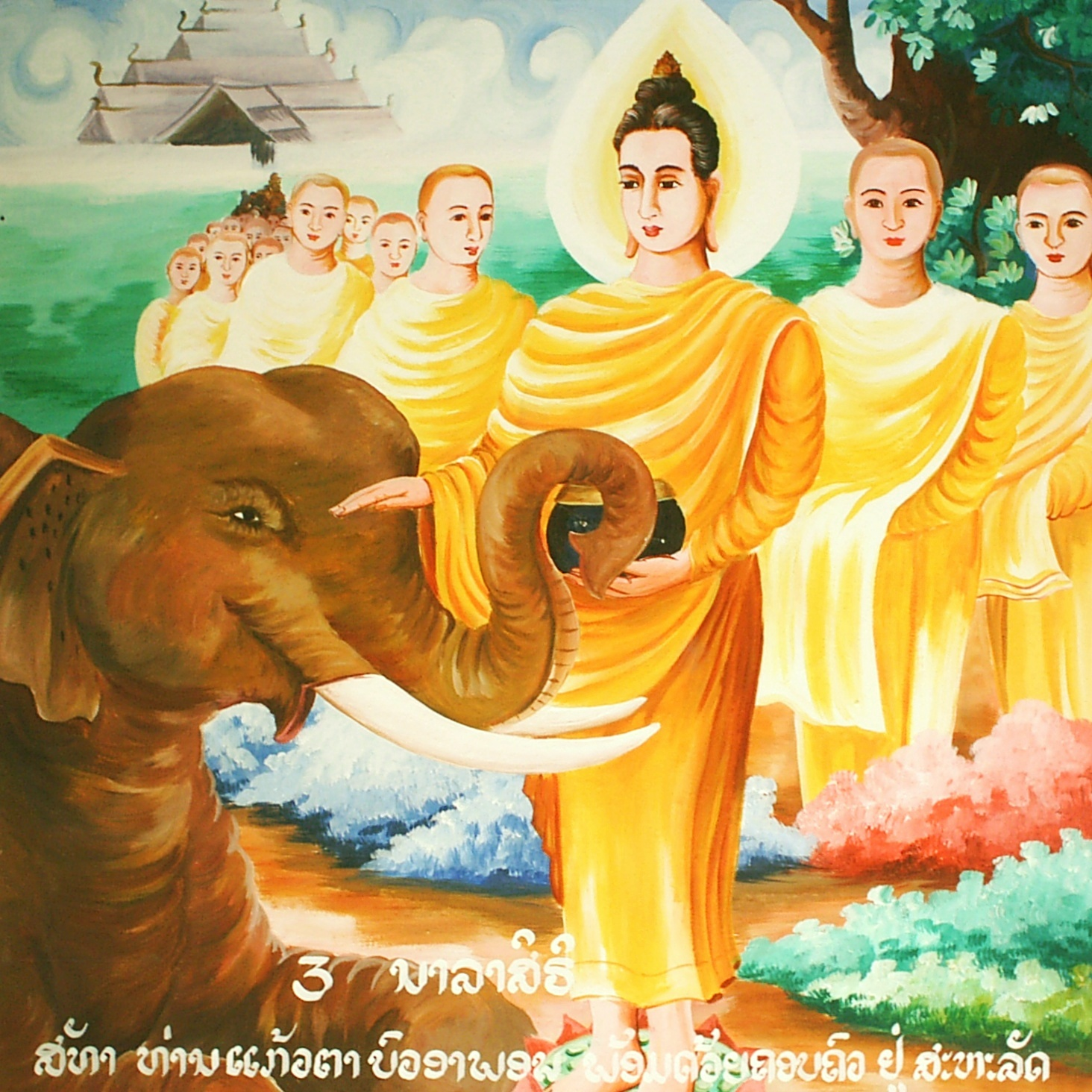
Buddha kalmeert met metta een boze olifant. Tempel in Laos, 2006

Mettameditatie is het cultiveren van gedachten van welwillendheid en vriendelijkheid voor alle wezens. Het is een van de belangrijkste meditatietechnieken in het boeddhisme. Metta is een woord uit de Pali-taal en betekent 'liefdevolle vriendelijkheid'.
Mettameditatie wordt vaak gebruikt als een aanvulling op andere vormen van meditatie, zoals vipassanameditatie. Mettameditatie is een van de veertig basisvormen van meditatie die in de Visuddhi Magga genoemd worden.

## Structuur van een mettameditatie
Vaak begint een mettameditatie met het jezelf geluk toewensen. Daarna volgen wensen voor de naaste familie, leraren, vrienden, kennissen, onbekenden en die mensen waar je een slechte of vijandige relatie mee hebt. Ten slotte richt men gedachtes van metta tot het gehele universum en alle wezens die daarin leven.
De volgorde is expres zo gekozen dat in het begin van de meditatie een momentum opgebouwd wordt wanneer men goede wensen aan vrienden en familie richt. Dit momentum aan vriendelijkheid kan vervolgens helpen om de eventuele slechte intenties te overwinnen wanneer men probeert goede wensen te richten aan die mensen met wie men een slechte relatie heeft.
Een mettameditatie hoeft niet per se bovenstaande vorm aan te nemen. Elke vorm van meditatie waarbij men gedachtes of intenties van welwillendheid en vriendelijkheid cultiveert, is een mettameditatie. Hij kan bijvoorbeeld ook de vorm aannemen van het opzeggen van een tekst die meer algemeen over metta gaat en metta op verschillende manieren beschrijft. Een voorbeeld van een dergelijke tekst is de 'karaniya metta sutta' die in veel tempels van de Theravadatraditie dagelijks gereciteerd wordt.
Ook het gebruik van het woord Metta of vriendelijkheid als een mantra is een mettameditatie.
Wanneer metta als emotie in het hart gevoeld wordt, kan men stoppen met het gebruik van taal of woorden in de mettameditatie, en de emotie of het gevoel van metta zelf als doel in de meditatie gebruiken.

## Het nut van mettameditatie
Mettameditatie is het geneesmiddel tegen hatelijke gedachten en bedoelingen, die eigen en andermans geluk belemmeren. De resultaten van mettameditatie zijn direct zichtbaar, en worden groter naarmate de meditatie vaker beoefend wordt. Mettameditatie kan ook gebruikt worden om de diepe meditatieve staten van de jhanas te bereiken.
De Boeddha zei dat Metta de voornaamste reden of oorzaak is voor een wedergeboorte in een hemel.